# Ian Hodder
Ian Hodder (* 23. listopadu 1948 Bristol) je britský archeolog a průkopník postprocesuálního paradigmatu v archeologii, které vzniklo v jeho práci a mezi jeho studenty ca. v 80. letech 20. století. V té době patřili mezi jím odchované studenty například Henrietta Moore, Ajay Pratap, Nandini Rao, Mike Parker Pearson, Paul Lane, John Muke, Sheena Craeford, Nick Merriman, Michael Shanks a Christopher Tilley. Od roku 2002 je profesorem antropologie na Stanfordově univerzitě ve Spojených státech.
Od roku 1993 zkoumá Hodder a jeho mezinárodní archeologický tým 9 000 let starou neolitickou lokalitu Çatalhöyük v centrální Anatolii (dnešním Turecku), která má zcela mimořádný význam. Zároveň je ředitelem Çatalhöyük Archaeological Project, který si klade za cíl zakonzervovat naleziště, zasadit jej do kontextu a prezentovat jej veřejnosti. Snažil se prozkoumat účinky tzv. ne-pozitivistické metody v archeologii, která spočívá v tom že každý archeolog má možnost vytvořit si na danou lokalitu svou vlastní interpretaci (obecně součást postprocesuálního myšlení).
V roce 1971 získal titul BA v oblasti pravěké archeologie na Londýnské univerzitě. V postgraduálním studiu pokračoval na univerzitě Cambridge a v roce 1974 úspěšně disertoval s prací "prostorové analýzy v archeologii". Mezi lety 1974 a 1977 přednášel na univerzitě v Leedsu, následně se vrátil do Cambridge kde v průběhu let zastával několik pozic včetně profesora archeologie mezi lety 1996 a 1999. V roce 1999 se přemístil na Stanford a of roku 2002 je zde profesorem. Členem British Academy je od roku 1996.

## Některé publikace
- Spatial analysis in archaeology (1976, with C. Orton)
- Symbols in action. Ethnoarchaeological studies of material culture (1982)
- The Present Past. An introduction to anthropology for archaeologists (1982)
- Reading the Past. Current approaches to interpretation in archaeology (1986) (revised 1991 and, with Scott Hutson, 2003)
- The Domestication of Europe: structure and contingency in Neolithic societies (1990)
- Theory and Practice in Archaeology (1992) (Collected papers)
- On the Surface: Çatalhöyük 1993-95 (1996) As editor, Cambridge: McDonald Institute for Archaeological Research and British Institute of Archaeology at Ankara. ISBN 0-9519420-3-4.
- The Archaeological Process. An introduction (1999)
- Archaeology beyond dialogue (2004) (Collected papers)
- The Leopard's Tale: Revealing the Mysteries of Çatalhöyük (2006)
- Religion in the Emergence of Civilization. Çatalhöyük as a case study (2010)
- An Archaeology of the Relationships between Humans and Things (2012)